# Národní manifest
Národní manifest (německy Völkermanifest) byl neoficiální název pro manifest, který císař Karel I. vydal 16. října 1918 ve snaze zabránit rozpadu Rakousko-Uherska. Manifest byl oficiálně sepsán předsedou vlády Hussarkem, ale neoficiálně částečně samotným císařem. Zveřejněn byl 17. října 1918 v mimořádném vydání oficiálních Wiener Zeitung.
Jak napsal 18. října 1918 nejznámější vídeňský list v zahraničí Neue Freie Presse, předseda vlády Max Hussarek von Heinlein byl 17. října 1918 informován zástupci dotčených národů, že národy od něj tento dar nechtějí. (...) Poslední projev premiéra byl téměř nepochopitelným shozením kormidla a vláda nyní nemá na vývoj žádný hmatatelný vliv. Podle manifestu by nyní mělo být Rakousko organizováno jako liga svobodných národů. Neue Freie Presse poznamenal, že spolkový stát tvořený lidmi, kteří ho většinou nemají rádi (...), nebude snadné založit.
Protože národy Předlitavska byly v manifestu vyzvány, aby vytvořily národní rady, snahy, které byly dosud považovány za vysoce vlastizrádný separatismus, byly nyní schváleny panovníkem. Toho využili političtí představitelé národů monarchie k otevřené snaze o nezávislost během několika dní. Na konci října bylo Rakousko-Uhersko jako skutečný svazek dvou států a rakouská polovina říše historií (viz konec duální monarchie). Vzhledem k němu byla urychleně zveřejněna Washingtonská deklarace.